# Sherone Simpson
Sherone Anmarica Simpson (Manchester (Jamaica), 12 augustus 1984) is een Jamaicaanse sprintster. Ze werd olympisch kampioene en driemaal Jamaicaans kampioene. Naast het winnen van olympisch goud is haar grootste prestatie het winnen van goud op de 200 m tijdens de Gemenebestspelen 2006. Ze nam driemaal deel aan de Olympische Spelen en veroverde naast haar gouden ook nog twee zilveren medailles.

## Biografie

### Jeugd
Haar eerste internationale succes behaalde Simpson in 2002 met het winnen van de 4 x 100 m estafette op de wereldkampioenschappen voor junioren in haar eigen land (Kingston). Met haar teamgenotes Kerron Stewart, Anneisha McLaughlin en Simone Facey versloeg ze in 43,40 s het team van de Verenigde Staten (zilver) en dat van Groot-Brittannië (brons). Op de Pan-Amerikaanse jeugdkampioenschappen van 2003 in Bridgetown won ze een zilveren medaille achter de Amerikaanse Shalonda Solomon (goud) en voor Wanda Hutson (brons) uit Trinidad en Tobago.

### Senioren
Op de Olympische Spelen van 2004 in Athene veroverde Sherone Simpson een gouden medaille op de 4 x 100 m estafette met haar teamgenotes Tayna Lawrence, Aleen Bailey en Veronica Campbell. Met een tijd van 41,73, een nationaal record, eindigde het Jamaicaanse viertal voor het Russische (42,27) en het Franse team (42,54). Individueel viste Simpson met een vierde plaats op de 100 m net naast de medailles. Op de wereldkampioenschappen van 2005 in Helsinki werd ze zesde op de 100 m in 11,09.
In 2006 won Simpson een individuele gouden medaille bij de wereldbekerwedstrijd in Athene op de 100 m en met haar teamgenotes Aleen Bailey, Debbie Ferguson en Cydonie Mothersill won ze op de 4 x 100 m eveneens goud in 42,26. Tijdens de wereldatletiekfinale in Stuttgart, een jaar later, won ze opnieuw goud op de 100 m en brons op de 200 m.
Op de Olympische Spelen van 2008 in Peking nam Sherone Simpson deel aan de 100 m, 200 m en de 4 x 100 m estafette. Op de 100 m won ze met haar landgenote Kerron Stewart een gedeelde zilveren medaille. Beiden kwamen in de 10,98 over de finish. Deze wedstrijd werd gewonnen door haar landgenote Shelly-Ann Fraser in 10,78. Op de 200 m moest ze in de finale genoegen nemen met een zesde plaats. Met haar teamgenotes Shelly-Ann Fraser, Kerron Stewart en Veronica Campbell-Brown plaatste ze zich op de 4 x 100 m estafette voor de finale, waarin het viertal door een mislukte wissel werd uitgeschakeld.
In 2012 op de Olympische Spelen van Londen nam ze deel aan de 200 m en de 4 x 100 m estafette. Op de 200 m drong ze door tot de halve finale, waarin ze sneuvelde met een tijd van 22,71. Op het estafette-onderdeel won zij, samen met Shelly-Ann Fraser-Pryce, Veronica Campbell-Brown en Kerron Stewart, een zilveren medaille. Met een verbetering van het nationale record tot 41,41 eindigde ze achter de Verenigde Staten (goud; 40,82) en voor Oekraïne (brons; 42,04).

### Schorsing
Op 8 april 2014 werd Sherone Simpson door het Jamaicaanse anti-dopingcomité voor de periode van achttien maanden geschorst. In juni 2013 was zij tijdens de Jamaicaanse trials bij een dopingtest positief bevonden op een prestatiebevorderend middel. Simpson gaf tijdens een hoorzitting in januari 2014 aan, dat zij een supplement had gekregen van haar Canadese trainer. De haar opgelegde schorsing ging met terugwerkende kracht in op 21 juni 2013, de datum waarop de dopingcontrole heeft plaatsgevonden.

### Trivia
- Haar persoonlijk record van 22,00 op de 200 m liep ze tweemaal bij verschillende gelegenheden.

## Titels
- Olympisch kampioene 4 x 100 m - 2004
- Gemenebestkampioene 200 m - 2006
- Jamaicaans kampioene 100 m - 2006, 2010
- Jamaicaans kampioene 200 m - 2006
- Wereldkampioene junioren 4 x 100 m - 2002

## Persoonlijke records
Outdoor
| Onderdeel | Prestatie          | Datum         | Plaats   |
| --------- | ------------------ | ------------- | -------- |
| 100 m     | 10,82 s (-0,7 m/s) | 24 juni 2006  | Kingston |
| 200 m     | 22,00 s (+1,3 m/s) | 25 juni 2006  | Kingston |
| 400 m     | 51,25 s            | 22 maart 2008 | Kingston |

Indoor
| Onderdeel | Prestatie | Datum            | Plaats       |
| --------- | --------- | ---------------- | ------------ |
| 60 m      | 7,29 s    | 19 februari 2016 | Fayetteville |

## Palmares

### 100 m
Kampioenschappen
- 2002:  Centraal-Amerikaanse en Caribische jeugdkamp. - 11,60 s
- 2003:  Pan-Amerikaanse jeugdkamp. - 11,44 s
- 2003:  Carifta Games - 11,44 s
- 2004: 4e OS - 11,23 s
- 2004: 6e Wereldatletiekfinale - 11,07 s
- 2005: 6e WK - 11,09 s
- 2006:  Wereldbeker - 10,98 s
- 2006: 6e Wereldatletiekfinale - 11,21 s
- 2007:  Wereldatletiekfinale - 10,89 s
- 2008:  OS - 10,98 s
- 2009: 5e Wereldatletiekfinale - 11,20 s

Golden League-podiumplekken
- 2006:  Bislett Games – 11,30 s
- 2006:  Meeting Gaz de France – 10,98 s
- 2006:  Golden Gala – 10,87 s
- 2006:  Weltklasse Zürich – 11,09 s
- 2006:  Memorial Van Damme – 10,95 s
- 2006:  ISTAF – 10,92 s

Diamond League-podiumplekken
- 2010:  Athletissima – 11,15 s
- 2010:  British Grand Prix – 11,02 s

### 200 m
Kampioenschappen
- 2006:  Gemenebestspelen - 22,59 s
- 2006:  Wereldatletiekfinale - 22,22 s
- 2008: 6e OS - 22,36 s
- 2011: 8e WK - 23,17 s
- 2012: 6e in ½ fin. OS - 22,71 s

Golden League-podiumplek
- 2008:  ISTAF – 22,43 s

Diamond League-podiumplekken
- 2010:  Qatar Athletic Super Grand Prix – 22,64 s
- 2010:  Aviva London Grand Prix – 23,04 s
- 2011:  Aviva London Grand Prix – 22,84 s
- 2013:  Qatar Athletic Super Grand Prix – 22,73 s

### 4 x 100 m
- 2002:  WK U20 - 43,40 s
- 2004:  OS - 41,73 s
- 2005:  WK - 41,99 s
- 2006:  Wereldbeker- 42,26 s
- 2008: DNF OS
- 2011:  WK - 41,70 s
- 2012:  OS - 41,41 s (NR)

1928: Rosenfeld, Smith, Bell, Cook ·
1932: Carew, Furtsch, Rogers, Von Bremen ·
1936: Bland, Rogers, Robinson, Stephens ·
1948: Stad-de Jong, Witziers-Timmer, van der Kade-Koudijs, Blankers-Koen ·
1952: Faggs, Jones, Moreau, Hardy ·
1956: Strickland, Croker, Mellor, Cuthbert ·
1960: Hudson, Williams, Jones, Rudolph ·
1964: Ciepły, Kirszenstein, Górecka, Kłobukowska ·
1968: Ferrell, Bailes, Netter, Tyus ·
1972: Krause, Mickler-Becker, Richter, Rosendahl ·
1976: Oelsner, Stecher, Bodendorf, Eckert ·
1980: Müller, Wöckel, Auerswald, Göhr ·
1984: Brown, Bolden, Cheeseborough, Ashford ·
1988: Brown, Echols, Griffith-Joyner, Ashford ·
1992: Ashford, Jones, Guidry, Torrence ·
1996: Devers, Miller, Gaines, Torrence ·
2000: Fynes, Sturrup, Davis, Ferguson ·
2004: Lawrence, Simpson, Bailey, Campbell ·
2008: Borlée, Mariën, Ouédraogo, Gevaert ·
2012: Madison, Felix, Knight, Jeter ·
2016: Madison, Felix, Gardner, Bowie ·
2020: Williams, Thompson-Herah, Fraser-Pryce, Jackson ·
2024: Jefferson, Terry, Thomas, Richardson
- World Athletics: 14285909
- Nationale Bibliotheek van Polen: a0000002845073
- Virtual International Authority File: 9519151778243918130002